# Walther Eichrodt
Walther Eichrodt (* 1. August 1890 in Gernsbach; † 20. Mai 1978 in Münchenstein bei Basel) war ein deutscher und Schweizer protestantischer Theologe und bedeutender Alttestamentler.

## Leben und Wirken

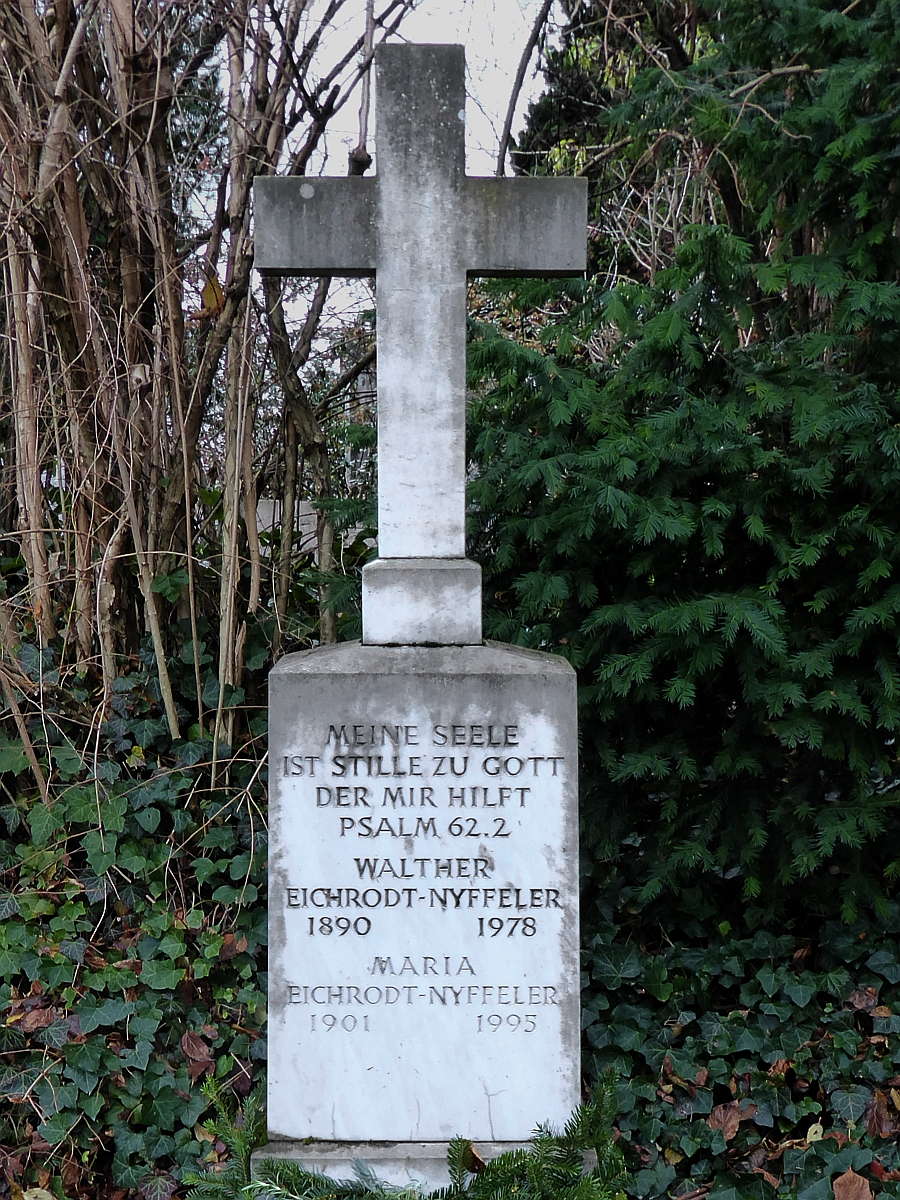
Grab auf dem Friedhof Wolfgottesacker, Basel

Eichrodt wurde 1890 im badischen Gernsbach als Sohn des großherzoglich-badischen Forstmeisters August Eichrodt und seiner Frau Mathilde Kummer geboren. Er studierte in Bethel, Greifswald und Heidelberg. Er doktorierte 1916 mit der Schrift Die Quellen der Genesis von neuem untersucht und habilitierte sich 1918 in Erlangen mit der Arbeit zum Thema Hoffnung des ewigen Friedens im alten Israel – Ein Beitrag zu der Frage nach der israelitischen Eschatologie. Er lehrte von 1922 bis 1960 zunächst als außerordentlicher, ab 1934 als ordentlicher Professor für Altes Testament und Religionsgeschichte an der Universität Basel. 1939 erhielt er das Schweizer Bürgerrecht in Basel. 1953 amtierte er dort als Rektor. Nach seiner Emeritierung 1960 hielt er noch weiter Vorlesungen bis 1966.
Eichrodt engagierte sich in der lokalen Kirche, so war er Mitglied der Basler Mission, des Kirchengemeindevorstands und wirkte auch in der Synode der Basler evangelisch-reformierten Kirche.

## Ehrungen
Die Universitäten Erlangen (1927) und Glasgow (1951) zeichneten ihn mit dem Ehrendoktorat der Theologie aus.

## Werk
Eichrodt forschte zum Alten Testament und legte es aus vor dem Hintergrund der damaligen historischen Umwelt Israels. Sein wichtigstes Werk ist die auch ins Englische übersetzte Theologie des Alten Testaments. Ihr Grundgedanke ist der Bund zwischen Gott und Mensch, den er als die Mitte des Alten Testaments sieht.

## Werke (Auswahl)
- Die Quellen der Genesis von neuem untersucht, 1916 (Dissertation)
- Die Hoffnung des ewigen Friedens alten Israel – Ein Beitrag zu der Frage nach der israelitischen Eschatologie, 1920 (Habilitation)
- Theologie des Alten Testaments, 3 Bände, 1933–1939
  - Band 1: Gott und Volk, 1934
  - Band 2: Gott und Welt, Verlag der J.C. Hinrichs´schen Buchhandlung, Leipzig 1935
  - Band 3: Gott und Mensch, Verlag der J.C. Hinrichs´schen Buchhandlung, Leipzig 1935
- Das Menschenverständnis des Alten Testaments, Zwingli Verlag, Zürich 1944 und 1947
- Gottes Ruf im Alten Testament: Die alttestamentliche Botschaft im Lichte des Evangeliums, Zwingli Verlag, Zürich 1951
- Das Gottesbild des Alten Testaments, Calwer Verlag, Stuttgart 1956
- Der Heilige in Israel. Jesaja 1-12, Calwer Verlag, Stuttgart 1960 (3. Auflage 1988, ISBN 978-3-7668-0036-7)
- Homosexualität in evangelischer Sicht, Aussaat, Wuppertal 1965
- Der Herr der Geschichte. Jesaja 13-23 und 28-39, Calwer Verlag, Stuttgart 1967 (2. Auflage 1988, ISBN 978-3-7668-0038-1)
- Religionsgeschichte Israels, Francke, Bern und München 1969
- Gott im Alten Testament, Brunnen Verlag, Gießen und Basel 1977, ISBN 978-3-7655-0465-5
- Der Prophet Hesekiel, Kapitel 1–18, Teilband 22/1, Das Alte Testament Deutsch (ATD), Vandenhoeck & Ruprecht 1984, (5. Auflage 1986, ISBN 978-3-525-51208-1)
- Der Prophet Hesekiel, Kapitel 19–48, Teilband 22/2, Das Alte Testament Deutsch (ATD), Vandenhoeck & Ruprecht 1984 (3. Auflage, ISBN 978-3-5255-1211-1)